# Metagrion trigonale
Metagrion trigonale – gatunek ważki z rodziny Argiolestidae.
Owad ten jest endemitem Nowej Gwinei; stwierdzono go jedynie na dwóch stanowiskach w południowo-środkowej części Papui-Nowej Gwinei.